# 中視閩南語新聞
《中視閩南語新聞》，為1980年1月至2004年6月25日中國電視公司於週一至週五所播放的電視新聞節目。2004年7月中視新聞台開播後，移至中視新聞台下午三時播出，播出至2005年。
2012年11月5日起，週一至週五16點在中視新聞台播出《中視閩南語新聞》，接替原時段節目《天天快樂 司機俱樂部》，播映至2014年4月18日止。

## 歷史
1992年1月6日，《中視客家語新聞》播映時間改為11:20～11:40，《中視閩南語新聞》播映時間改為11:40～12:00。

## 資料來源
1. ↑  中華民國電視學會電視年鑑編纂委員 編纂，《中華民國電視年鑑第七輯：民國七十九年至八十年》，中華民國電視學會1992年6月30日出版，第34頁。